# 石澄滝
石澄滝（いしずみたき、いしずみのたき）は、大阪府池田市と箕面市の境にある滝。

## 概要
石澄川上流部に位置する落差25m程度の滝である。
1960年頃、源流部にゴルフ場が造成されたことにより水質は悪化したが、近年は改善傾向にある。
石澄川沿いの登山道を利用して訪れることができるが、渡河が必要な箇所があり、豪雨時には濁流となることから注意が必要である。

## 周辺
- 六個山

## 交通アクセス
- 阪急バス東畑バス停から徒歩約40分。